# 大久保光
大久保 光（おおくぼ ひかり、1993年8月11日 -）は、東京都小平市出身のモーターサイクル・ロードレースライダー。ニックネームは「番傘王子」および「皇帝光」。趣味は競艇観戦、プラモデル製作(本人のブログプロフィールより)。

## 戦績
- 2008年 全日本ロードレース選手権 GP125 ランキング20位（ユース7位）　(桶川塾&ENDURANCE/ホンダ）
- 2009年 全日本ロードレース選手権 GP125 ランキング6位（ユース2位）(GARAGE RACING TEAM/ホンダ）
- 2010年 全日本ロードレース選手権 J-GP3チャンピオン (GARAGE RACING TEAM/ホンダ）
- 2010年 ロードレース世界選手権125ccクラス第14戦にスポット参戦し16位 (18ガレージレーシング/ホンダ・RS125R）
- 2011年 全日本ロードレース選手権 J-GP3クラスランキング10位　(GARAGE RACING TEAM/ホンダ・RS125R）
- 2011年 ロードレース世界選手権125ccクラス第15戦に参戦し17位 (ガレージ・レーシングチーム/ホンダ・RS125R)
- 2012年 アジアロードレース選手権 HONDA CBR250アジア・ドリーム・カップ  チャンピオン
- 2013年 全日本ロードレース選手権 J-GP3クラスランキング3位。　(Hot Racing/ホンダ・NSF250R）
- 2014年 全日本ロードレース選手権 J-GP3クラスランキング6位。　3 ウイダーHot Racing　から参戦（ホンダ・NSF250R）。
- 2014年 ロードレース世界選手権Moto3クラス第15戦にスポット参戦しリタイヤ (Hot Racing with I-Factory/ホンダ・NSF250R）
- 2015年 全日本ロードレース選手権 ST600クラスランキング3位　(Y!mobile & Kohara RT/ホンダ・CBR600RR）
- 2015年 アジアロードレース選手権 SS600クラス第6戦スポット参戦 レース1=9位/レース2=8位 (T.Pro Yuzy Honda/ホンダ・CBR600RR)
- 2016年 スーパースポーツ世界選手権 ランキング21位 (CIA Landlords Insurance Honda/ホンダ・CBR600RR）
- 2017年 スーパースポーツ世界選手権 ランキング15位 (CIA Landlords Insurance Honda/ホンダ・CBR600RR）
- 2018年 スーパースポーツ世界選手権 ランキング13位 (Kawasaki Puccetti Racing/カワサキ・ZX-6R）
- 2019年 スーパースポーツ世界選手権 ランキング5位 (Kawasaki Puccetti Racing/カワサキ・ZX-6R）
- 2020年 スーパースポーツ世界選手権 ランキング22位 (Dynavolt Honda/ホンダ・CBR 600RR）
- 2021年 ロードレース世界選手権MotoEクラス ランキング11位 (Avant Ajo MotoE/エネルジカ)
- 2022年 ロードレース世界選手権MotoEクラス ランキング6位 (Avant Ajo MotoE/エネルジカ)
- 2023年 ロードレース世界選手権MotoEクラス ランキング13位 (テック3 E-Racing/ドゥカティ)

### スーパースポーツ世界選手権
| 順位 | ライダー | 車両   | PHI | CHA | ARA | ASS | IMO | SEP | DON | MIS | LAU | MAG | JER | LOS | ポイント |
| ---- | -------- | ------ | --- | --- | --- | --- | --- | --- | --- | --- | --- | --- | --- | --- | -------- |
| 21   | 大久保光 | ホンダ | Ret | 20  | 16  | 24  | 19  | 15  | 15  | 11  | 10  | 27  | 13  | 13  | 19       |

### 鈴鹿8時間耐久ロードレース
| 開催年 | バイク                | チーム                | パートナー                  | 総合順位 |
| ------ | --------------------- | --------------------- | --------------------------- | -------- |
| 2016年 | ホンダ・CBR1000RR     | au&Teluru・ Kohara RT | 秋吉耕佑/ダミアン・カドリン | 10位     |
| 2017年 | ホンダ・CBR1000RR SP2 | au＆テルル・Kohara RT | 秋吉耕佑/長島哲太           | 12位     |

### ル・マン24時間耐久ロードレース
| 開催年 | バイク            | チーム         | パートナー                                    | 総合順位 |
| ------ | ----------------- | -------------- | --------------------------------------------- | -------- |
| 2016年 | ホンダ・CBR1000RR | National Motos | エメリク・ジョンシェール/ニコラス・サルカード | 22位     |
| 2017年 | ホンダ・CBR1000RR | National Motos | ジョシィア・エメイリッチ、サラショ・ニコラ    | 22位     |

## その他
- 祖父の影響により、普段から雪駄を愛用している。ニックネームにもなっている「番傘」は、普段用に使用するつもりで入手したが、何故かサーキットのピットで使用し話題になった。
- 好きな音楽はベートーヴェン等のクラシック音楽、中島みゆき、軍歌など。レース前には軍歌を聴いてテンションを高めるのを常としている。